# Nikolaus-von-Flüe-Friedenskirche (Wörsdorf)

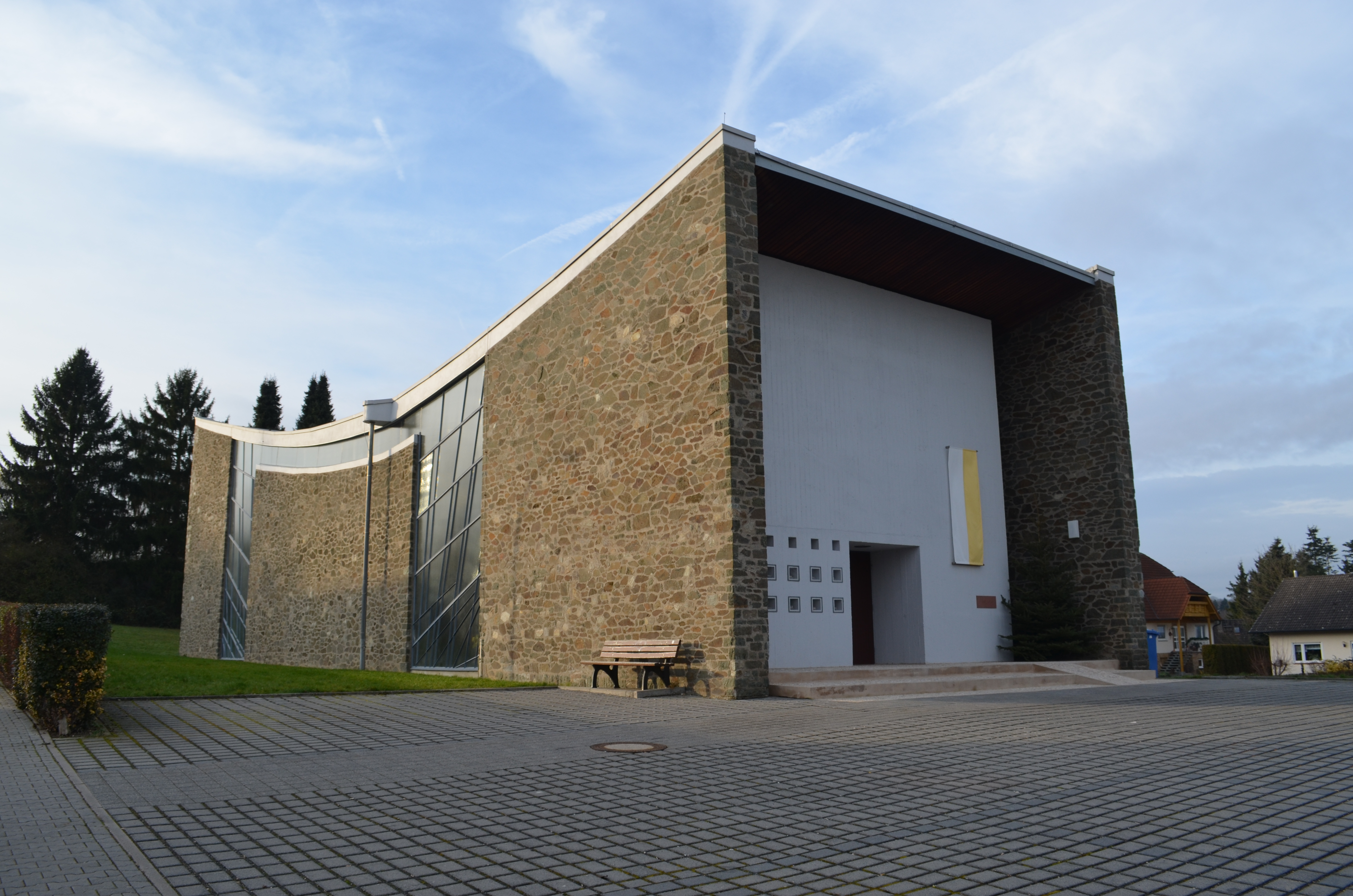
Nikolaus-von-Flüe-Friedenskirche

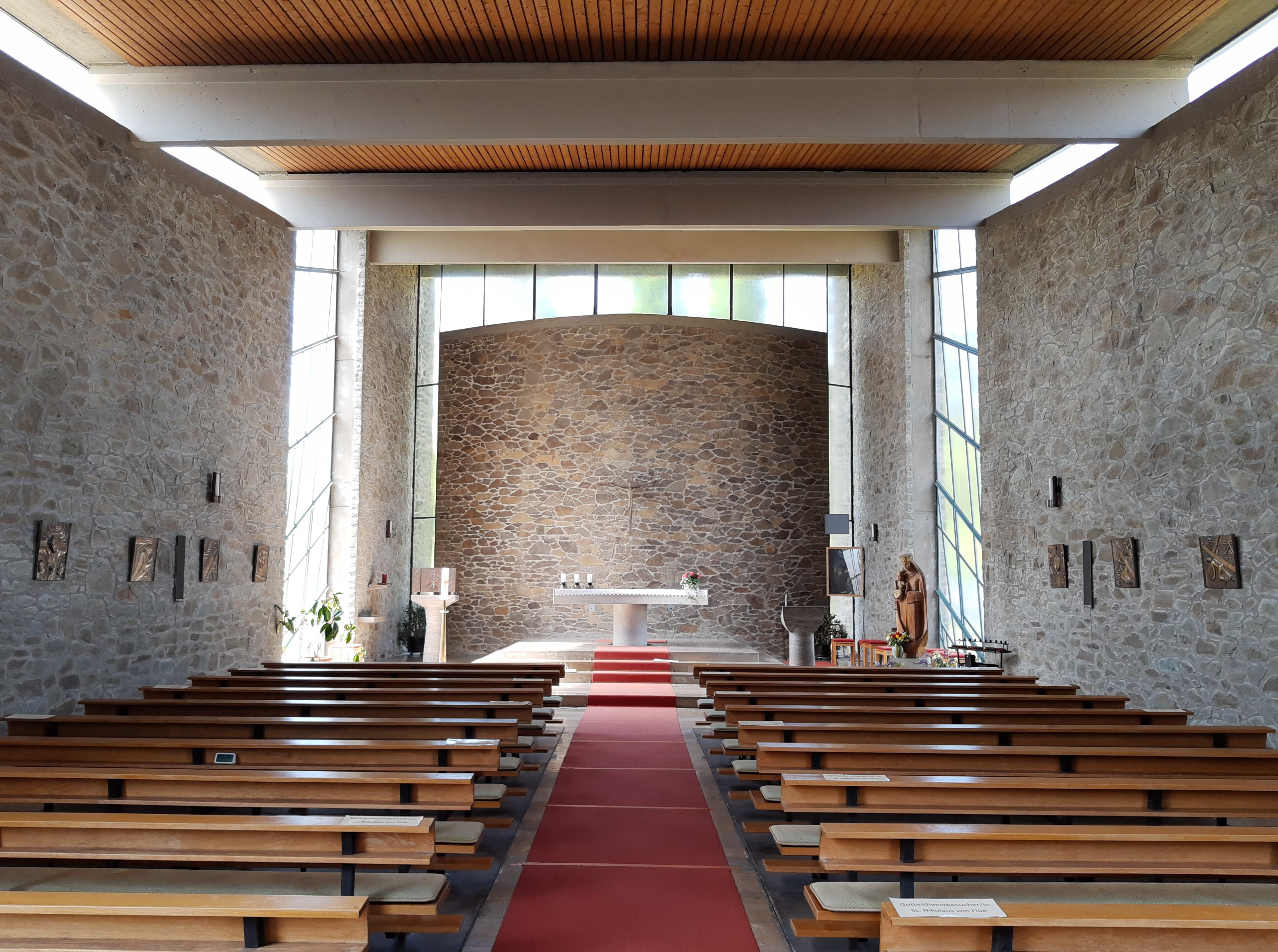
Innenraum

Die römisch-katholische Nikolaus-von-Flüe-Friedenskirche liegt im Stadtteil Wörsdorf der Stadt Idstein im Rheingau-Taunus-Kreis in Hessen. Die Kirche gehört zur Pfarrei St. Martin Idsteiner Land im Bistum Limburg. Sie steht unter Denkmalschutz, ihr Kirchenpatron ist Nikolaus von Flüe.

## Beschreibung
Die Saalkirche wurde 1961–1962 nach einem Entwurf des Frankfurter Architekten Johannes Krahn erbaut. Sie hat einen langgestreckten, rechteckigen Grundriss; Außen- und Innenwände bestehen aus Bruchstein-Mauerwerk und Glas, die Portalfront aus Sichtbeton. Das Dach bildet eine konkav gebogene dünne Schale aus Beton. Zur Kirchenausstattung gehört ein Altar aus Muschelkalk, den ebenfalls Johannes Krahn entwarf. Das Bronzekreuz über dem Hochaltar schuf Hans Mettel. 1983 wurden 15 Kreuzwegstationen an den Längsseiten des Kirchenraums angebracht. Die 1963 aus der Kirche St. Martin übernommene Orgel wurde 1970 durch eine neue ersetzt.